# Joachim Wächter
Joachim Wächter (* 30. April 1926 in Magdeburg; † 7. Oktober 2017 in Greifswald) war ein deutscher Archivar und Historiker. Sein Tätigkeitsschwerpunkt lag in der Landesgeschichte Pommerns.

## Leben
Joachim Wächter wuchs in Magdeburg auf. Nach Dienst im Reichsarbeitsdienst und Militärdienst konnte er sein Abitur nachholen und besuchte einen Volkslehrerkurs. Von 1946 bis 1949 studierte er in Halle Pädagogik, Geschichte und Geographie. Von 1950 bis 1951 studierte er am Institut für Archivwissenschaft in Potsdam und schloss mit dem Staatsexamen für den wissenschaftlichen Archivdienst ab. Von 1951 bis 1953 arbeitete er am Mecklenburgischen Landeshauptarchiv in Schwerin.
1953 wurde er Leiter des Landesarchivs Greifswald. Damit begann Wächters Tätigkeit für das pommersche Archivwesen und die pommersche Geschichtsforschung. Er gehörte zu den Initiatoren des Greifswald-Stralsunder Jahrbuchs, das der wissenschaftlichen, nicht ideologisch festgelegten landesgeschichtlichen Forschung dienen sollte.
1969 entzog ihm der sozialistische Staat aus politischen Gründen die Leitung des Landesarchivs Greifswald. Wächter blieb dort noch bis 1974 als Abteilungsleiter und wechselte dann in den Dienst der Evangelischen Kirche in Greifswald. Dort wurde er Referent für das kirchliche Archiv- und Bibliothekswesen und leitete das Landeskirchliche Archiv.
Nach der Wende ging er 1991 als Referatsleiter für Archive und Bibliotheken in das Kultusministerium des wieder gegründeten Landes Mecklenburg-Vorpommern. 1993 trat er in den Ruhestand.
Wächter war seit 1971 in der Arbeitsgemeinschaft für pommersche Kirchengeschichte tätig. Nach der Wende gehörte er zu denjenigen, die die Rückkehr der Gesellschaft für pommersche Geschichte, Altertumskunde und Kunst nach Vorpommern vorantrieben. Im Juli 1990 wurde die Gründung einer Abteilung Vorpommern beschlossen; Wächter wurde Leiter dieser Abteilung und baute sie zur größten und aktivsten Abteilung der Gesellschaft auf. Zum 1. Januar 2008 übergab er die Leitung der Abteilung an Joachim Krüger. Ebenfalls 1990 wurde Wächter in den Vorstand der Historischen Kommission für Pommern berufen, dem er bis 2009 angehörte.
Wächter war von 1990 bis 1994 Mitglied der Bürgerschaft der Hansestadt Greifswald.
Sein Bruder war am Landeshauptarchiv in Magdeburg als Archivar tätig.

## Schriften (Auswahl)
- Festschrift zu den 700-Jahrfeiern der Greifswalder Kirchen. Evangelische Verlagsanstalt, Berlin 1980.
- Zur Geschichte der Besiedlung des mittleren Peeneraums. In: Beiträge zur Geschichte Vorpommerns. Die Demminer Kolloquien 1985–1994. Thomas Helms Verlag, Schwerin 1997, ISBN 3-931185-11-7.
- Das Fürstentum Rügen – Ein Überblick. In: Beiträge zur Geschichte Vorpommerns: die Demminer Kolloquien 1985–1994. Thomas Helms Verlag, Schwerin 1997, ISBN 3-931185-11-7.
- Grenzen und Verwaltungsgebiete Schwedisch-Vorpommerns 1806 und ihre weitere Entwicklung. In: Ivo Asmus (Hrsg.): Geographische und historische Beiträge zur Landeskunde Pommerns. Eginhard Wegner zum 80. Geburtstag. Thomas Helms Verlag, Schwerin 1998, ISBN 3-931185-48-6, S. 281–287.
- Änderungen der Verwaltungsgebiete Vorpommerns seit 1945. In: Bert Becker, Kyra T. Inachin (Hrsg.): Pommern zwischen Zäsur und Kontinuität: 1918, 1933, 1945, 1989. Thomas Helms Verlag, Schwerin 1999, ISBN 3-931185-50-8, S. 269–281.
- Die Entwicklung des pommerschen Provinzialarchivs in Stettin im Zusammenhang mit der Gesellschaft für Pommersche Geschichte und Altertumskunde. In: Baltische Studien. Band 86 N.F. (2000), ISSN 0067-3099, S. 33–41.
- Vor 750 Jahren. Lübisches Stadtrecht für Barth; ein Gang durch die Geschichte. In: Pommern. Zeitschrift für Kultur und Geschichte. 43. Jg. (2005), Heft 3, ISSN 0032-4167, S. 2–13.
- Wolgast im Mittelalter. Erst wendisches Zentrum, dann deutsche Stadt. In: Pommern. Zeitschrift für Kultur und Geschichte. 45. Jg. (2007), Heft 4, ISSN 0032-4167, S. 18–23.
- Zur Geschichte der Kirchenverwaltung und -struktur Rügens. In: Baltische Studien. Band 95 N.F., 2009, ISSN 0067-3099, S. 35–42.
- als Herausgeber: Geschichte Pommerns im Überblick. Sardellus-Verlagsgesellschaft, Greifswald 2014, ISBN 978-3-9813402-4-2.
- Veröffentlichungen von Joachim Wächter, In: Baltische Studien. NF 101 (2015), S. 11–14.

## Auszeichnungen
- 1995: Pommerscher Kulturpreis für Wissenschaft
- 1999: Ehrenmitglied der Gesellschaft für pommersche Geschichte, Altertumskunde und Kunst
- 2003: Verdienstorden des Landes Mecklenburg-Vorpommern[2]